# Mil V-12
Mil V-12 (còn được gọi là Mi-12, tên mã NATO Homer) là một mẫu trực thăng lớn nhất và nặng nhất từng được chế tạo.

## Phát triển và thiết kế
Nghiên cứu về một siêu trực thăng khổng lồ được Mil manh nha từ hồi năm 1959 và nhận được sự phê chuẩn chính thức bởi Ủy ban Nhà nước về Công nghệ Máy bay (Gosudarstvenny Komitet Po Aviatsionny Tekhnike - GKAT), chỉ định hãng này phát triển một loại trực thăng có sức nâng tương đương 20 đến 25 t (44.000 đến 55.000 lb). Một chỉ thị chi tiết hơn được ban hành sau đó, yêu cầu loại trực thăng mới này phải có thông số kích thước nâng giống như máy bay vận tải Antonov An-22, tức là phải vận chuyển được các vật thể cỡ lớn ví dụ như các tên lửa liên lục địa (ICBM) 8K67, 8K75 và 8K82.
Những hạn chế trong thiết kế gây nhiều khó khăn cho Mil trong việc lựa chọn cơ cấu cánh quạt. Các thử nghiệm và nghiên cứu cho thấy cơ cấu cánh quạt nâng đơn truyền thống không thể nào khả thi, còn kiểu cánh quạt nâng kép trước-sau giống như loại Boeing CH-47 Chinook đã bộc lộ nhiều vấn đề nghiêm trọng. Cuối cùng, kiểu cánh quạt nâng kép đặt hai bên trái-phải đã được chọn lựa. Hai cánh quạt nâng của V-12 được đặt ở hai đầu của hai chiếc "cánh" có sải cánh dài 30 mét nằm ở phần đầu máy bay. Việc sử dụng hai cánh quạt nâng quay trái chiều nhau khiến V-12 không cần cánh quạt đuôi như các trực thăng khác. Đây là lần đầu tiên Mil sử dụng cơ cấu cánh quạt như thế này, nhưng kiểu cánh quạt kép trái-phải đã xuất hiện ở một số kiểu máy bay khác tỉ như Focke-Wulf Fw 61, Focke-Achgelis Fa 223 Drache và Kamov Ka-22 Vintokryl.

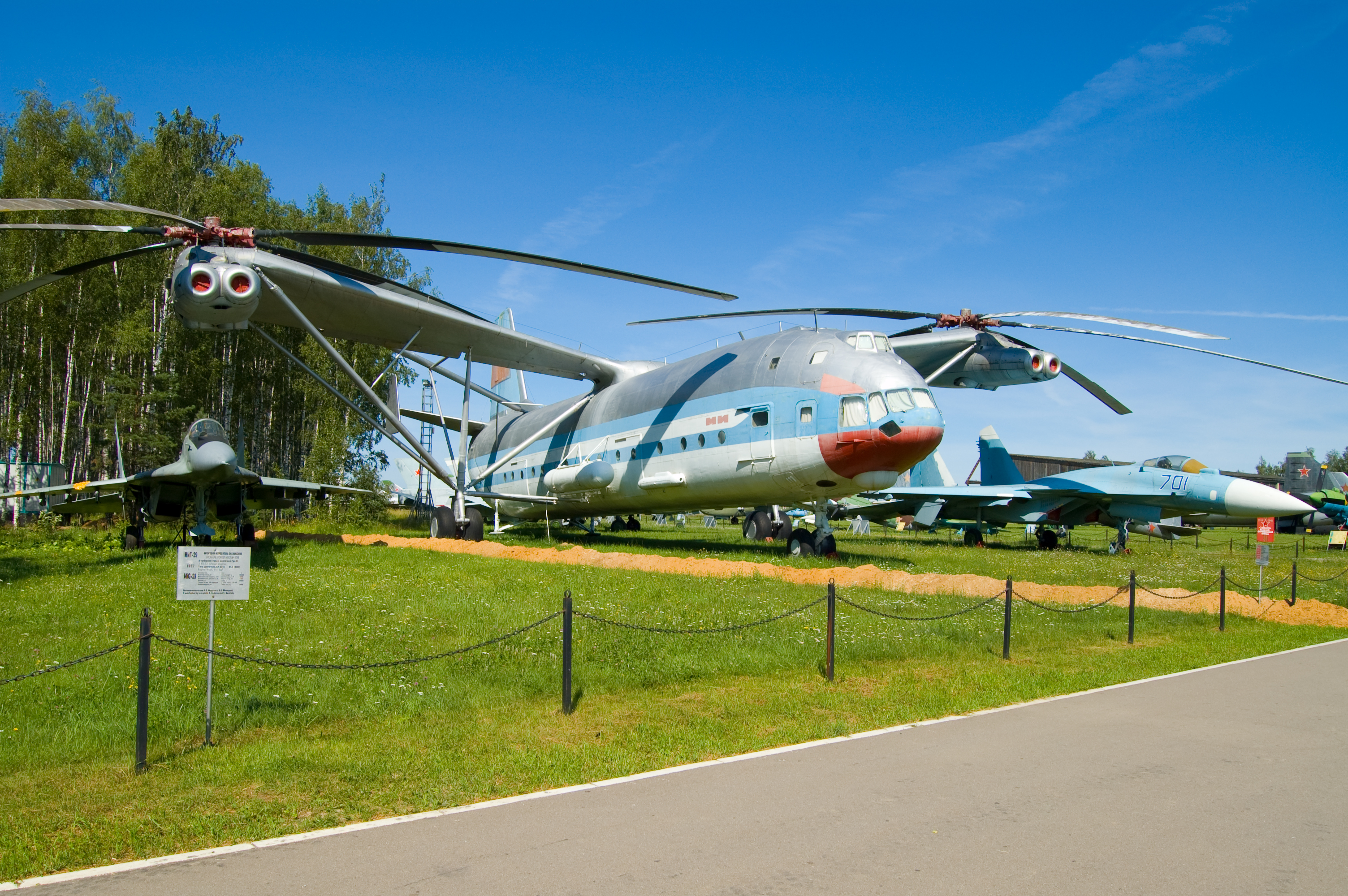
Mil V-12 trưng bày.

Sau nhiều thử nghiệm căng thẳng với các mô hình và thiết bị thí nghiệm, bao hàm một hệ thống truyền động hoàn chỉnh, việc xây dựng mẫu thử đầu tiên của chiếc trực thăng V-12 cuối cùng cũng bắt đầu tại Panki vào năm 1965. Khung sườn máy bay được thiết kế theo kiểu tiêu chuẩn thông thường, sử dụng vỏ chịu lực kết hợp với các bộ phận có độ bền cơ học cao, được gia công từ phôi nguyên khối. Thân máy bay có kích thước lớn, bao hàm buồng lái kích thước 28,15 × 4,4 × 4,4 mét và khoang phi hành đoàn ở đầu mũi máy bay, trong đó phần phía dưới là nơi làm việc của phi công chính, phi công phụ, kỹ sư máy bay, kỹ sư điện tử, còn phần trên là nơi của hoa tiêu và người xử lý hệ thống liên lạc vô tuyến. Phần đuôi của thân máy bay nối thông với buồng lái bằng các cửa đóng kiểu vỏ sò và thang đóng mở theo kiểu sập với các giá đỡ có thể thu gọn được. Khoang chính cũng có thể với khoang chứa hàng hóa bằng 2 cửa ở mạn phải và 3 cửa ở mạn trái. Phía trên phần sau của thân là cánh đuôi với hai mặt gắn các cánh thăng bằng.
Phần khung gầm và càng bánh xe máy bay được lắp đặt một cặp bộ phận bánh xe với hệ thống giảm xóc dạng đòn bẩy sử dụng kết hợp khí nén và chất lỏng, đặt trên khớp nối của một hệ thống thanh giằng chống đỡ cho hai động cơ cánh quạt quay và đôi "cánh" lắp ở phần đầu máy bay, và được nối với phần giữa của thân máy bay bởi một hệ thống thanh giằng kiểu kiềng 3 chân với phần chân dạng mũi gắn ở vào chỗ sau đuôi của buồng phi hành đoàn. Hai bánh giảm xóc được đặt ở phần đuôi của đáy thân máy bay và cố định các miếng đệm chịu lực, giúp cho rầm của khoang hành lý nằm ở vị trí ổn định. Các thanh giằng được gia cố cũng nối hệ thống truyền động với phần sau của thân máy bay, phía trước cánh thăng bằng. Việc tải hàng thực hiện bởi các tấm nâng hạ, cần trục điện, hay các đòn thăng bằng.
Hệ thống động cơ và cánh được lắp đặt ở trên so với phần trung tâm của thân, với các trục nối liền và tương tác với nhau, có tác dụng đồng bộ hóa các cánh quạt quay chính, với mức độ chồng lấn vào khoảng 3 m (9,8 ft). Thất thoát lực kéo và nâng được giảm thiểu bởi hai "cánh" nối cánh quạt với thân có dạng thon dần từ ngoài vào trong, và độ cong tối thiểu tại nơi dòng khí chảy lệch xuống dưới mạnh nhất. Trục nối liền hai động cơ cánh quạt cũng có tác dụng phân tán đều lực nâng của động cơ trong trường hợp một trong hai động cơ bất thình lình không hoạt động. Để tăng tối đa hiệu quả việc điều khiển các cử động quay trái-phải và nghiêng trái-phải, các động cơ quay được sắp đặt để xoay theo hướng ngược nhau với cánh quạt ở bên trái quay ngược chiều kim đồng hồ, còn cánh quạt bên phải quay theo chiều kim đồng hồ, đảm bảo rằng mỗi cánh quạt khi di chuyển "về phía trước mặt" thì nó luôn chạy qua thân máy bay. Mỗi hệ thống cánh quạt quay sử hai động cơ tuốc bin trục Soloviev D-25VF gắn ở dưới hộp truyền động. Một hệ thống bao gồm 5 cánh quạt, có đường kính 35 m (115 ft), và trục đồng bộ chạt từ đầu cánh thân bên này sang đầu cánh thân bên kia. Mỗi cặp động cơ có các cửa sập để kỹ thuật viên mở ra, tiếp xúc với các bộ phận bên trong để thực hiện công tác bảo dưỡng, sửa chữa.
Khối lượng và kích thước cực lớn của máy bay cũng như việc bố trí các cánh quạt quay khiến việc thiết kế cơ chế điều khiển bay của V-12 nảy sinh một số vấn đề. Phi công chính và phi công phụ ngồi ở tầng dưới của buồng lái, nơi có cửa sổ rộng để tăng tối đa tầm nhìn. Người phi công sử dụng cơ cấu điều khiển thay đổi lực nâng, hướng nghiêng và hướng quay theo quy chuẩn giống như các máy bay trực thăng khác. Việc nghiêng trước-sau được điều tiết bởi thay đổi góc tấn chung của các cánh quạt bên trái hoặc bên phải, đảm bảo lực nâng do chúng tạo ra đủ để ngăn chặn hiện tượng nghiêng không kiểm soát. Động tác nghiêng trái-phải được thực hiện bởi việc nghiêng đĩa rôto về trước hay về sau, tùy theo hướng nghiêng mong muốn. Ở tốc độ cao, việc điều khiển các rôto khác nhau được thay thế bởi đuôi lái lớn ở cánh thăng bằng. Nâng và hạ độ cao được điều khiển bằng cách thay đổi góc tấn chung của cả hai cánh quạt cùng một lúc. Bộ phận nâng lớn tại đuôi điều khiển dáng điệu thân máy bay và giúp phản ứng với mômen dọc từ cánh và từ các góc nghiêng khác nhau của đĩa rôto.
Nhìn chung, kích thước lớn, ma sát cực lớn tại đòn bẩy và cần điều khiển, nhu cầu kiểm soát độ biến dạng của cấu trúc khiến hệ thống điều khiển trực thăng khá phức tạp. Một hệ thống kiểm soát được tích hợp theo từng chu kì để giảm thiểu lực điều khiển cảm nhận bởi phi công. Chu kỳ thứ nhất là điều khiển trực tiếp bằng cơ học, lực tác động của phi công giúp kích hoạt mở màn chu kì thứ hai. Chu kỳ thứ hai là giai đoạn chuyển tiếp với hệ thống khuếch đại thủy lực công suất nhỏ được kích hoạt, chuyển tín hiệu điều khiển sang chu kỳ thứ ba. Ở chu kỳ cuối này, đĩa dẫn động điều khiển công suất cao, phản ứng nhanh tại hộp số chính sẽ trực tiếp điều khiển hoạt động của đĩa lắc.

## Hoạt động

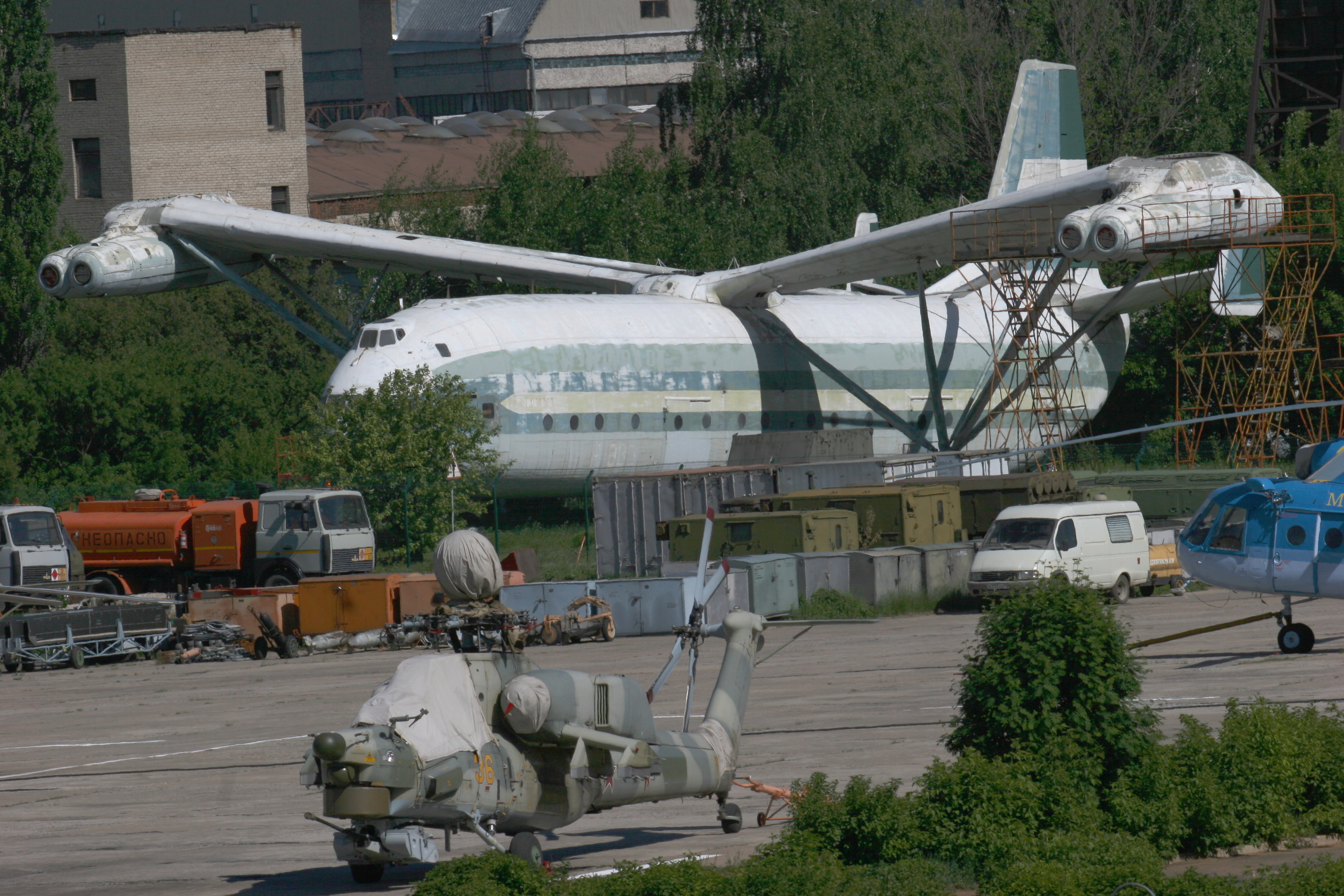
Mẫu thử nghiệm đầu tiên của V-12 trưng bày tại nhà máy Mil ở Panki. Các cánh quạt đã bị gỡ đi.

Mẫu thử nghiệm hoàn chỉnh đầu tiên được hoàn tất vào năm 1968. Trước đó, chuyến bay đầu tiên của một mẫu thử nghiệm không hoàn chỉnh vào ngày 27 tháng 6 năm 1967 kết thúc thất bại vì những trục trặc của khâu điều khiển, gây ra rung lắc máy bay; một bánh xe chính chạm đất quá mạnh gây nổ lốp và làm cong ổ trục bánh. Nguyên nhân của sự rung lắc này là do khuếch đại cộng hưởng của sàn buồng lái, truyền ngược vào bộ phận điều khiển khi phi công dự tính cho máy bay quay lên-xuống bằng cách điều khiển cần góc tấn chu kỳ (cyclic). Báo chí phương Tây đã rầm rộ đăng tin máy bay bị phá hủy trong tai nạn, nhưng tin tức này là sai sự thật.
Phiên bản thử nghiệm năm 1968 được đặt tên mã đăng ký là SSSR-21142 và thực hiện chuyến bay đầu tiên vào ngày 10 tháng 7 năm 1968 tại sân bay của nhà máy Mil ở Panki, bay tới đích là sân bay dành cho việc thử nghiệm máy bay của Mil tại Lyubertsy. Tháng 2 năm 1969, mẫu thử nghiệm đầu tiên này đã thực hiện kỷ lục nâng một lượng hàng cân nặng 31,030 kg (68,41 lb) lên cao 2.951 m (9.682 ft). Ngày 6 tháng 8 năm 1969, máy bay lại nâng 44,205 kg (97,46 lb) lên độ cao 2.255 m (7.398 ft), một lần nữa lập kỷ lục thế giới. Mẫu thử nghiệm thứ hai được Mil lắp ráp ở Panki, nhưng đã phải "đắp chiếu" suốt một năm để chờ lắp động cơ, và cuối cùng đã bay thử vào tháng 3 năm 1973 tại đây, từ Panki tới Lyubertsy. Giống như mẫu thứ nhất, mẫu thứ hai cũng mang tên đăng ký là SSSR-21142.
Hoạt động của các mẫu Mil V-12 này tỏ ra tốt hơn cả mong đợi, chúng đã lập nhiều kỷ lục về hàng không mà trong số đó vẫn còn đứng vững đến thời điểm gần đây, và khiến cho những người thiết kế ra chúng nhận được nhiều giải thưởng danh giá, ví dụ như Giải Sikorsky trao thưởng bởi Hiệp hội Trực thăng Hoa Kỳ dành cho những thành tựu xuất sắc trong công nghệ trực thăng. Thiết kế của V-12 đã được cấp bằng sáng chế ở Hoa Kỳ, Anh quốc và ở nhiều nước khác. Trong tháng 5 và 6 năm 1971, mẫu thử nghiệm đầu tiên của V-12 đã thực hiện nhiều chuyến bay biểu diễn ở châu Âu, trong đó có một lần biểu diễn tại triển lãm hàng không Salon international de l'aéronautique et de l'espace de Paris-Le Bourget tại Le Bourget với mã số tham dự là H-833.
Mặc dù đạt được nhiều thành tựu, V-12 sau cùng không được đưa vào sử dụng trong Không quân Xô Viết vì nhiều lý do. Lý do quan trọng nhất là nhu cầu sử dụng của V-12 - việc vận chuyển các tên lửa đạn đạo chiến lược - đã không còn nữa. Đó cũng là lý do khiến việc sản xuất máy bay vận tải Antonov An-22 bị giảm xuống. Việc phát triển V-12 chấm dứt hoàn toàn vào năm 1974. Mẫu thử nghiệm đầu tiên vẫn được trưng bày ở nhà máy trực thăng của Mil tại Panki-Tomilino, quận Lyuberetsky gần Moskva. Mẫu thứ hai được quyên tặng cho Bảo tàng Không quân Monino cách Moskva 50 km (31 mi) về phía Đông.

### Kỷ lục thế giới
Thông tin lấy từ Liên đoàn Hàng không quốc tế (Federation Aeronautique Internationale - FAI)
Mẫu thử nghiệm đầu tiên của V-12 thực hiện được 8 kỷ lục tính theo bảng phân loại E1 của FAI dành cho trực thăng thông thường. 4 trong số đó vẫn còn được giữ. Thành viên của tổ lái V-12 đó là:
22 tháng 2 năm 1969
Phi công - Vasily Kolochenko
Phi hành đoàn - L.V. VLASSOV, V.V. JOURNALIOV, V.P. BARTCHENKO, S.G. RIBALKO, A.I. KRUTCHKOV
6 tháng 8 năm 1969
Phi công - Vasily Kolochenko
Phi hành đoàn - L.V. VLASSOV, V.V. JURAVLEV, V.P. BARTCHENKOV, S.G. RIBALKO, A.I. KRUTCHKOV
| Ngày                | Miêu tả                                        | Kết quả               | Còn giữ kỷ lục hay không |
| ------------------- | ---------------------------------------------- | --------------------- | ------------------------ |
| 22 tháng 2 năm 1969 | Độ cao khi tải 15.000 kg (33.000 lb) hàng      | 2.951 m (9.682 ft)    | Không                    |
| 22 tháng 2 năm 1969 | Độ cao khi tải 20.000 kg (44.000 lb) hàng      | 2.951 m (9.682 ft)    | Không                    |
| 22 tháng 2 năm 1969 | Độ cao khi tải 25.000 kg (55.000 lb) hàng      | 2.951 m (9.682 ft)    | Không                    |
| 22 tháng 2 năm 1969 | Độ cao khi tải 30.000 kg (66.000 lb) hàng      | 2.951 m (9.682 ft)    | Còn                      |
| 22 tháng 2 năm 1969 | Tải trọng tối đa tại độ cao 2.000 m (6.600 ft) | 31.030 kg (68.410 lb) | Còn                      |
| 6 tháng 8 năm 1969  | Độ cao khi tải 35.000 kg (77.000 lb) hàng      | 2.255 m (7.398 ft)    | Còn                      |
| 6 tháng 8 năm 1969  | Độ cao khi tải 40.000 kg (88.000 lb) hàng      | 2.255 m (7.398 ft)    | Còn                      |
| 6 tháng 8 năm 1969  | Tải trọng tối đa tại độ cao 2.000 m (6.600 ft) | 40.204 kg (88.635 lb) | Không (ratified by FAI?) |

## Các phiên bản
V-12Hai mẫu thử nghiệm của Mil.
Mi-12Phiên bản thiết kế dự tính cho việc sản xuất hàng loạt.
V-16Phiên bản cải tiến "siêu nặng" dự kiến của V-12, dự định có tải trọng lên đến 40.000 đến 50.000 kg (88.000 đến 110.000 lb). Ban đầu dự tính sử dụng 3 hệ thống cánh quạt quay vận hành bởi 6 động cơ Soloviev D-25VF, nhưng sau quay trở lại hệ thống 2 cánh quạt quay, mỗi hệ cánh quạt quay vận hành bởi một tuốc bin áp suất cao nhận khí từ 2 bộ phận tạo khí và truyền động cho một hộp số chính.
Mi-16Phiên bản thiết kế dự tính cho việc sản xuất hàng loạt V-16.
Mi-12MPhiên bản cải tiến của V-16 với hai động cơ tuốc bin cánh quạt Soloviev D-30V (V - Vertolyotny - trực thăng) công suất 15.000 kW (20.000 hp), mỗi hệ thống cánh quạt quay có 6 cánh và có khả năng vận chuyển 20.000 kg (44.000 lb) hàng hóa trong quãng đường 500 km (310 mi), hay 40.000 kg (88.000 lb) trong 200 km (120 mi). Tuy nhiên, việc phát triển Mi-12M chỉ dừng ở giai đoạn "mô hình" vì bản thân dự án V-12 trong thời gian đó đã bị hủy bỏ.

## Tính năng kỹ chiến thuật (V-12)

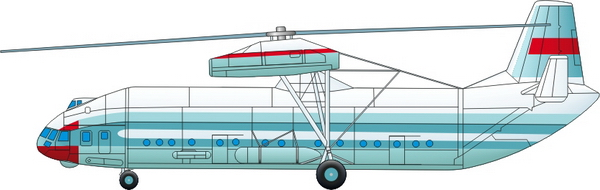

Dữ liệu lấy từ Jane's All The World's Aircraft 1975-76
Đặc điểm tổng quát
- Kíp lái: 6
- Tải trọng: 

  - VTOL 25.000 kg (55.000 lb) hoặc
  - STOL 30.000 kg (66.000 lb) () 
 kỷ lục 40.200 kg (88.636 lb)
- Chiều dài: 37.00 m (121 ft 4 in)
- Đường kính rô-to: 2x 35.00 m (114 ft 10 in)
- Chiều cao: 12,50 m (41 ft 0 in)
- Trọng lượng có tải: 97.000 kg (213.850 lb)
- Trọng lượng cất cánh tối đa: 105.000 kg (231.500 lb)
- Động cơ: 4 × Soloviev D-25VF động cơ tuốc bin trục, 4.048 kW (6.500 shp)  mỗi chiếc
- Khoang hàng hóa: 28,15 m x 4,40 m x 4,40 m (92 ft 4 in x 14 ft 5 in x 14 ft 5 in)

 Hiệu suất bay 
- Vận tốc cực đại: 260 km/h (140 kt)
- Tầm bay: 500 km (310 dặm)
- Trần bay: 3.500 m (11.500 ft)